# USS 엔터프라이즈 (CVN-80)
PCU Enterprise (CVN-80)(PCU Enterprise (CVN-80))는 미국 해군을 위해 만들어질 3번째 제럴드 R. 포드급 항공모함이다.